# Атирауска област
Атирауска област (каз. Атырау облысы, рус. Атырауская область) се налази на западном делу Казахстана. Главни град области је Атирау. Број становника области је 556.388 по попису из 2013.